# Копальня Квамісісі
Копальня Квамісісі — гірничодобувне підприємство в Танзанії, приблизно за сто тридцять кілометрів на північний захід від Дар-ес-Саламу.
Урочисте відкриття графітової копальні Кведікабу потужністю 15 000 тонн на місяць (за іншими даними — 800 тонн на добу) відбулося в березні 2024 року. Кінцевою продукцією при цьому виступає концентрат графітових хлоп'їв.
Проєкт реалізувала компанія God Mwanga Gems, яка також має в Танзанії графітову копальню Кведікабу.